# 匠寛堂
匠寛堂（しょうかんどう）は長崎県長崎市にある、カステラの専門店。毎年皇室、宮家へ献上される「特製献上五三焼佳好帝良（かすていら）」が有名。創業以来、無添加で良質の自然素材にこだわり、極上のかすてらの味を追求してきた。本店は、長崎市魚の町　眼鏡橋そばにあり、店舗販売は一店舗のみ。
家内製造で店舗の中に工房を持ち、ガラス越しにカステラの製造工程を見ることができる。